# Alfred Fitch
Alfred Lord Fitch  (1 de dezembro de 1912 - 17 de fevereiro de 1981) foi um atleta norte-americano que competiu principalmente nos 400 metros rasos.
Ele nasceu em Nova York e morreu em Orange, Califórnia.
Ele competiu pelos Estados Unidos nos Jogos Olímpicos de 1936, realizados em Berlim, na Alemanha Nazi, no revezamento 4 x 400 metros rasos, onde conquistou a medalha de prata com seus companheiros Harold Cagle, Edward O'Brien e Robert Young. Young era o membro mais jovem da equipe.